# Brachychiton acerifolius
Brachychiton acerifolius är en malvaväxtart som beskrevs av Ferdinand von Mueller. Brachychiton acerifolius ingår i släktet Brachychiton och familjen malvaväxter. Inga underarter finns listade i Catalogue of Life.

## Bildgalleri

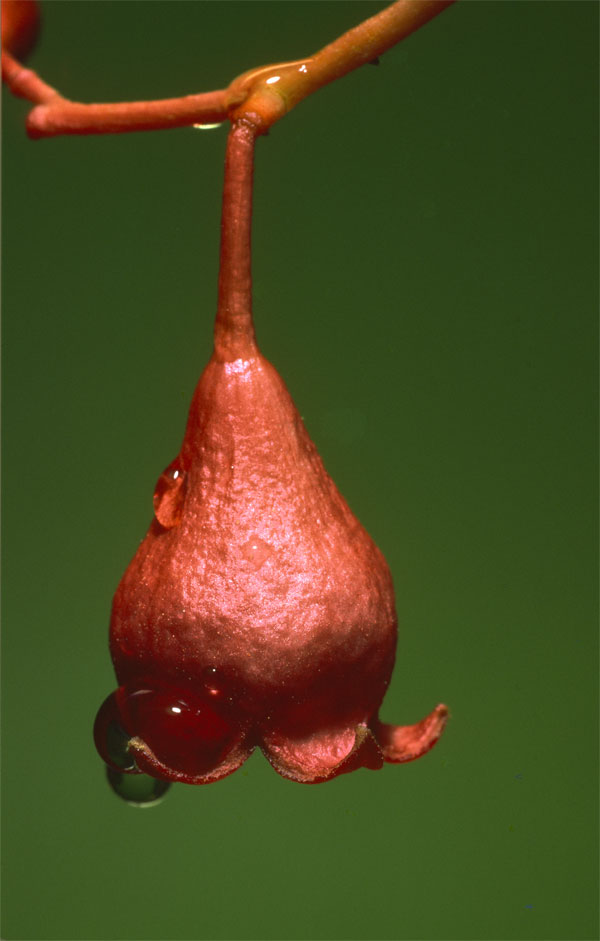
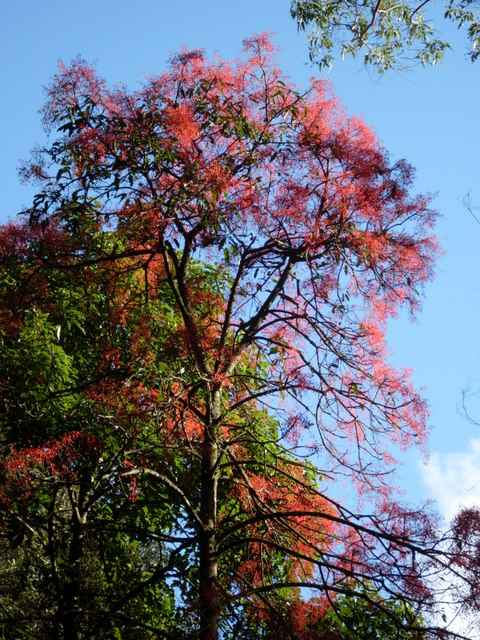
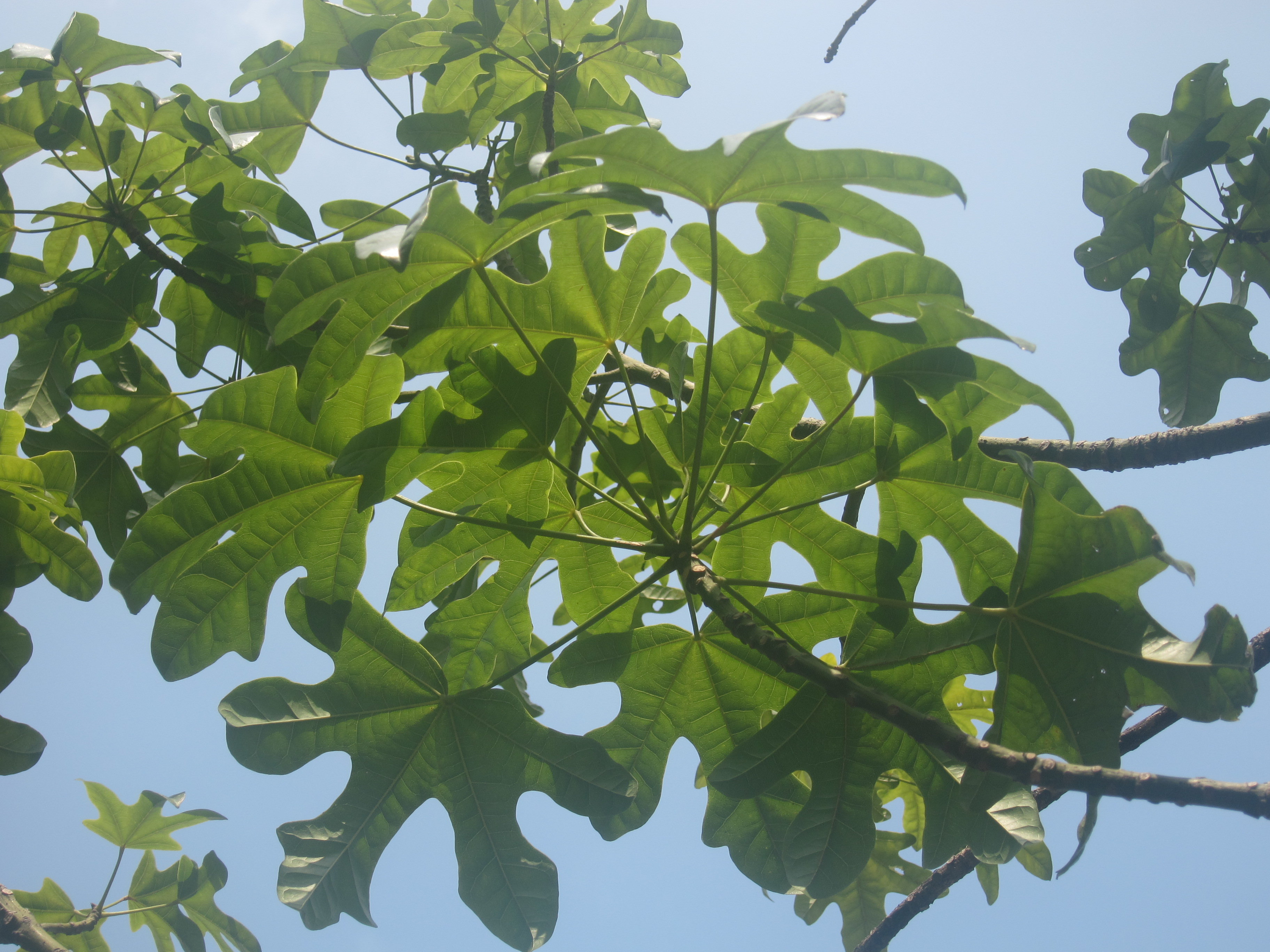